# Carlos Luis Torres
Carlos Luis Torres Martínez (né le 20 mars 1968 à Asuncion au Paraguay) est un joueur de football international paraguayen, qui évoluait au poste d'attaquant.

## Biographie

### Carrière en club
Il remporte la Copa Libertadores en 1990 avec le Club Olimpia.
Il joue 225 matchs en deuxième division espagnole (pour 50 buts inscrits) avec les clubs de Badajoz et du Real Jaén.

### Carrière en sélection
Avec l'équipe du Paraguay, il joue 8 matchs (pour aucun but inscrit) entre 1993 et 1995. 
Il figure dans le groupe des sélectionnés lors de la Copa América de 1993, où son équipe atteint les quarts de finale.
Il joue également trois matchs comptant pour les tours préliminaires de la coupe du monde 1994.

## Palmarès
| Club Olimpia \| - Championnat du Paraguay (2) : - Champion: 1988 et 1989. - Copa Libertadores (1) : - Vainqueur : 1990. \| \| - Supercopa Sudamericana (1) : - Vainqueur : 1990. - Recopa Sudamericana (1) : - Vainqueur : 1991. \| |  | Racing - Supercopa Sudamericana : - Finaliste : 1992.                                              |
| - Championnat du Paraguay (2) : - Champion: 1988 et 1989. - Copa Libertadores (1) : - Vainqueur : 1990. |  | - Supercopa Sudamericana (1) : - Vainqueur : 1990. - Recopa Sudamericana (1) : - Vainqueur : 1991. |